# Natação no Campeonato Europeu de Esportes Aquáticos de 2022 - 400 m livre feminino
A prova dos 400 metros nado livre feminino da natação no Campeonato Europeu de Esportes Aquáticos de 2022 ocorreu no dia 17 de agosto no Foro Italico, em Roma na Itália.

## Calendário
| Fase          | Data         | Hora  |
| ------------- | ------------ | ----- |
| Eliminatórias | 17 de agosto | 09:00 |
| Final         | 17 de agosto | 18:44 |

Todos os horários estão no horário local (UTC+1)

## Recordes
Antes desta competição, os recordes eram os seguintes:
|                       | Nadadora            | Tempo   | Local     | Data                |
| --------------------- | ------------------- | ------- | --------- | ------------------- |
| Recorde mundial       | Ariarne Titmus      | 3:56.40 | Adelaide  | 22 de maio de 2022  |
| Recorde europeu       | Federica Pellegrini | 3:59.15 | Roma      | 26 de julho de 2009 |
| Recorde do campeonato | Federica Pellegrini | 4:01.53 | Eindhoven | 24 de março de 2008 |

## Medalhistas
| Ouro                    | Prata                   | Bronze            |
| Isabel Marie Gose (GER) | Simona Quadarella (ITA) | Ajna Késely (HUN) |

## Resultados

### Eliminatórias
Esses foram os resultados das eliminatórias.
| Pos. | Bateria | Raia | Nadadora                     | Nacionalidade | Tempo   | Notas |
| ---- | ------- | ---- | ---------------------------- | ------------- | ------- | ----- |
| 1    | 4       | 4    | Isabel Marie Gose            | Alemanha      | 4:06.10 | Q     |
| 2    | 3       | 4    | Simona Quadarella            | Itália        | 4:08.80 | Q     |
| 3    | 3       | 5    | Bettina Fábián               | Hungria       | 4:10.46 | Q     |
| 4    | 4       | 6    | Katja Fain                   | Eslovênia     | 4:10.67 | Q     |
| 5    | 3       | 6    | Julia Mrozinski              | Alemanha      | 4:11.03 | Q     |
| 6    | 3       | 7    | Valentine Dumont             | Bélgica       | 4:11.27 | Q     |
| 7    | 4       | 5    | Ajna Késely                  | Hungria       | 4:11.81 | Q     |
| 8    | 4       | 2    | Antonietta Cesarano          | Itália        | 4:12.35 | Q     |
| 9    | 2       | 8    | Viktória Mihályvári-Farkas   | Hungria       | 4:13.76 |       |
| 10   | 4       | 1    | Imani de Jong                | Países Baixos | 4:13.87 |       |
| 11   | 3       | 8    | Paula Otero                  | Espanha       | 4:14.19 |       |
| 12   | 4       | 7    | Noemi Cesarano               | Itália        | 4:15.72 |       |
| 13   | 4       | 8    | Silke Holkenborg             | Países Baixos | 4:16.30 |       |
| 14   | 2       | 1    | Alisée Pisane                | Bélgica       | 4:16.84 |       |
| 15   | 1       | 4    | Lucie Hanquet                | Bélgica       | 4:16.89 |       |
| 16   | 2       | 0    | Lena Opatril                 | Áustria       | 4:17.98 |       |
| 17   | 3       | 1    | Mireia Belmonte              | Espanha       | 4:18.33 |       |
| 18   | 3       | 9    | Lara Seifert                 | Alemanha      | 4:18.75 |       |
| 19   | 3       | 3    | Freya Colbert                | Reino Unido   | 4:18.92 |       |
| 20   | 2       | 5    | Klaudia Tarasiewicz          | Polónia       | 4:19.28 |       |
| 21   | 2       | 4    | Monique Olivier              | Luxemburgo    | 4:19.84 |       |
| 22   | 1       | 5    | Karyna Snitko                | Ucrânia       | 4:20.72 |       |
| 23   | 2       | 2    | Zhanet Angelova              | Bulgária      | 4:20.74 |       |
| 24   | 2       | 7    | Marina Heller Hansen         | Dinamarca     | 4:22.47 |       |
| 25   | 2       | 6    | Celine Rieder                | Alemanha      | 4:22.58 |       |
| 26   | 1       | 3    | Wiktoria Guść                | Polónia       | 4:22.69 |       |
| 27   | 1       | 6    | Caroline Wiuff Jensen        | Dinamarca     | 4:22.73 |       |
| 28   | 2       | 3    | Ainhoa Campabadal            | Espanha       | 4:22.94 |       |
| 29   | 3       | 0    | Janna van Kooten             | Países Baixos | 4:23.29 |       |
| 30   | 2       | 9    | Thilda Häll                  | Suécia        | 4:25.05 |       |
| 31   | 1       | 2    | Grace Hodgins                | Irlanda       | 4:25.81 |       |
| 32   | 1       | 7    | Vár Erlingsdóttir Eidesgaard | Ilhas Feroé   | 4:28.63 |       |
| 33   | 1       | 1    | Sara Dande                   | Albânia       | 4:46.23 |       |
| 34   | 3       | 2    | Martina Caramignoli          | Itália        | DNS     | DNS   |
| 34   | 4       | 0    | Aleksandra Knop              | Polónia       | DNS     | DNS   |
| 34   | 4       | 3    | Freya Anderson               | Reino Unido   | DNS     | DNS   |
| 34   | 4       | 9    | Tamryn van Selm              | Reino Unido   | DNS     | DNS   |

### Final
Esse foi o resultado da final. 
| Pos.              | Raia | Nadadora            | Nacionalidade | Tempo   | Notas |
| ----------------- | ---- | ------------------- | ------------- | ------- | ----- |
| Medalha de ouro   | 4    | Isabel Marie Gose   | Alemanha      | 4:04.13 |       |
| Medalha de prata  | 5    | Simona Quadarella   | Itália        | 4:04.77 |       |
| Medalha de bronze | 1    | Ajna Késely         | Hungria       | 4:08.00 |       |
| 4                 | 3    | Bettina Fábián      | Hungria       | 4:08.63 |       |
| 5                 | 6    | Katja Fain          | Eslovênia     | 4:08.70 |       |
| 6                 | 8    | Antonietta Cesarano | Itália        | 4:10.19 |       |
| 7                 | 7    | Valentine Dumont    | Bélgica       | 4:10.51 |       |
| 8                 | 2    | Julia Mrozinski     | Alemanha      | 4:11.32 |       |

Legenda
| Recorde mundial       | Recorde mundial (World record)               |                       | Recorde africano                      | Recorde africano (African) |                                           | Q | Classificado por posição (Qualified) |
| Recorde do campeonato | Recorde do campeonato (Championship record)  | Recorde da América    | Recorde da América (Americas)         | q                          | Classificado por melhor tempo (Qualified) |   |                                      |
| Melhor marca do ano   | Melhor marca do ano (World leading)          | Recorde asiático      | Recorde asiático (Asian)              | DNS                        | Não largou (Did not start)                |   |                                      |
| Recorde nacional      | Recorde nacional (National record)           | Recorde europeu       | Recorde europeu (European)            | DNF                        | Não terminou (Did not finish)             |   |                                      |
| Recorde pessoal       | Recorde pessoal do atleta (Personal best)    | Recorde da Oceania    | Recorde da Oceania (Oceania)          | DSQ / DQ                   | Desclassificado (Disqualified)            |   |                                      |
| Recorde da temporada  | Recorde da temporada do atleta (Season best) | Recorde sul-americano | Recorde sul-americano (South America) | NM                         | Sem marca (No mark)                       |   |                                      |